# Dlouhé Mosty
Dlouhé Mosty (deutsch Langenbruck) ist ein Ortsteil der Stadt Františkovy Lázně in Tschechien.

## Geografie
Dlouhé Mosty liegt etwa zwei Kilometer östlich vom Zentrum der Stadt Františkovy Lázně und einen Kilometer westlich von Tršnice, einem Ortsteil der Stadt Cheb, entfernt. Die Verbindungsstraße zwischen den beiden Orten verläuft durch Dlouhé Mosty. Etwa vier Kilometer nordöstlich liegt die Ortschaft Třebeň. Im Süden befindet sich mit etwa drei Kilometern Abstand Cheb. Der Ort liegt dort, wo die alte Leipziger Straße das moorige Schladabachtal im Egerbecken mit einer ehemals hölzernen Brücke überquerte. Daher war der Ortsname ab 1374 bis 1945 Langenbruck in geringfügiger Änderung der Schreibform.

## Geschichte
Der Ort wurde zum ersten Mal 1374 urkundlich erwähnt, als Kaiser Karl IV. den Forstmeistern des Reichsforstes im Egerland Albrecht, Peter und Hans Notthafft  anwies, den zur Burg Eger gehörenden Maierleuten von Aag, Langenbruck(e) und Tirschnitz "das zu ihrem Bedarf nötige Bau- und Brennholz bis auf Widerruf unentgeltlich aus dem Reichsforst zu verabfolgen".
In den Jahren 1462, 1473 und 1526 wurde Langenbruck von böhmischen Kriegstruppen und 1626 von österreichischen Truppen niedergebrannt. 1854 wurde am Ortsrand eine Bohrung auf Kohle fündig und 1860 nördlich des Ortes im Zyprisschiefer mächtige Kalkbänke. 1860 erfolgten zahlreiche Bohrungen der englischen Kohlenbergbaufirma Eaton. Seit 1800 existierte in Langenbruck eine Wanderschule für die Jungen des Ortes. 1868 brannten die Häuser Nr. 6, 7, 10, 1872 die Mühle am Schladabach und 1871 das  Haus Nr. 1 nieder.
Der Ort war in den Jahren 1869 bis 1900 Teil des Ortes Třebeň und in den Jahren 1910 bis 1975 Teil der Ortschaft Tršnice. Nach Ende des Zweiten Weltkriegs im Mai 1945 wurden die deutschsprachigen Bewohner von Langenbruck im Zuge der Vertreibung der Deutschen aus der Tschechoslowakei zum Verlassen des Ortes gezwungen und gingen nach Bayern und Hessen.
Nach der kommunalen Neustrukturierung wurde Dlouhé Mosty 1976 nach von Františkovy Lázně eingemeindet.

### Einwohnerentwicklung
| Jahr | Einwohnerzahl |
| ---- | ------------- |
| 1869 | 91            |
| 1880 | 110           |
| 1890 | 89            |
| 1900 | 82            |
| 1910 | 100           |

| Jahr | Einwohnerzahl |
| ---- | ------------- |
| 1921 | 82            |
| 1930 | 125           |
| 1950 | 58            |
| 1961 | 34            |
| 1970 | 40            |

| Jahr | Einwohnerzahl |
| ---- | ------------- |
| 1980 | 40            |
| 1991 | 37            |
| 2001 | 22            |
| 2011 | 32            |